# 鼈甲飴

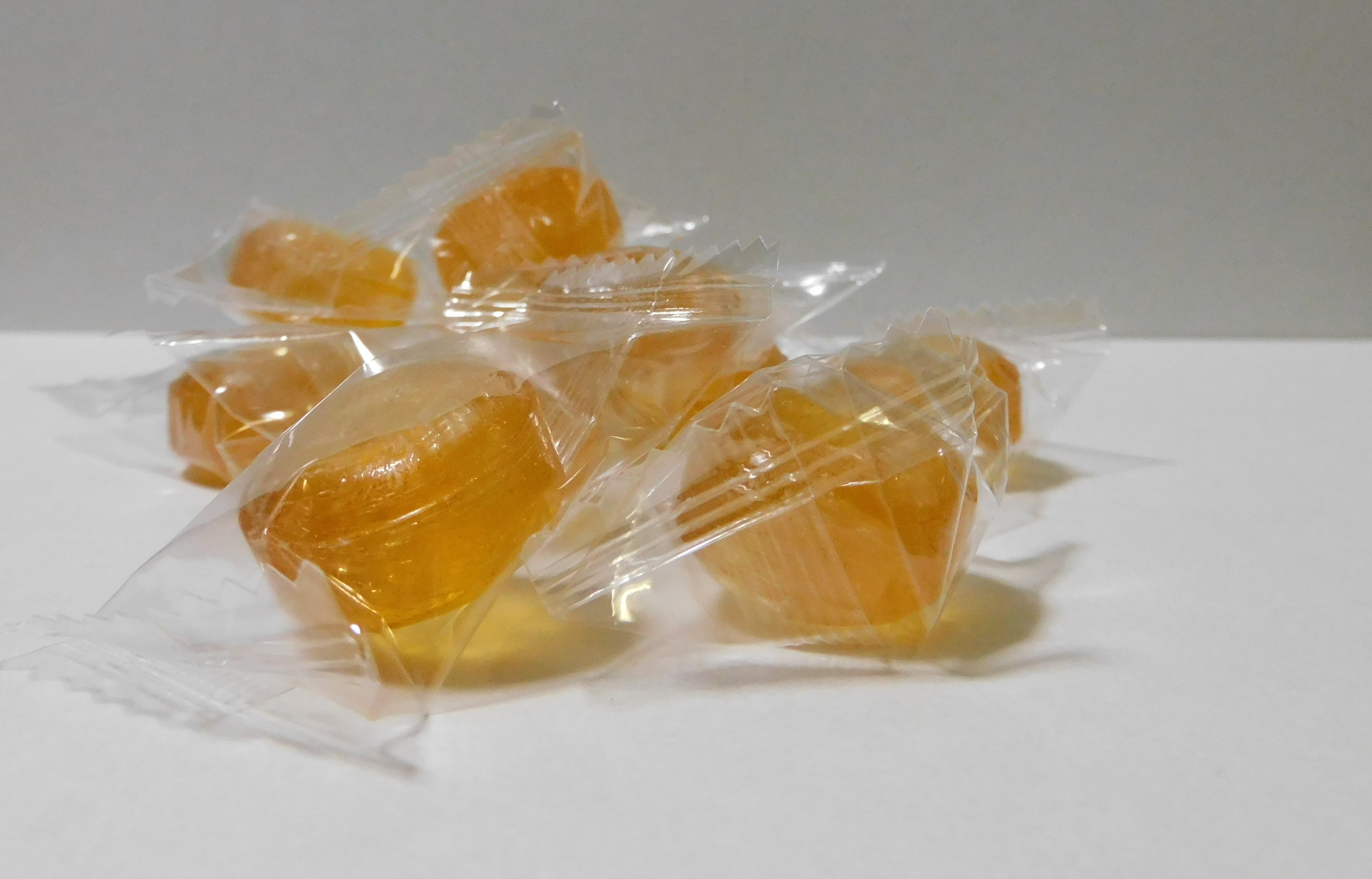
個包装の鼈甲飴

べっ甲飴（鼈甲飴・べっこうあめ）とは、砂糖から作る飴の一種。名は亀の甲羅（鼈甲）のような光沢があることに由来する。

## 概要
飴の一種であるが、砂糖の温度変化をみるとドロップが145℃程度まで熱したものなのに対し、べっこう飴は165℃程度まで熱しており黄色を呈している。また、簡単に作れるため、主に祭りなどの屋台で売られたり、しばしば理科の実験などでも作られることがある。

## 作り方
家庭で作る場合には原材料は砂糖と水のみのことが多いが、市販されているべっ甲飴は砂糖と水飴と水で作られることが通常である。糖類 CnH2nOn を加熱して溶かし、茶色くなってから（カラメル化）、金型などに流し込んで冷却し、形を作る。

## 商品

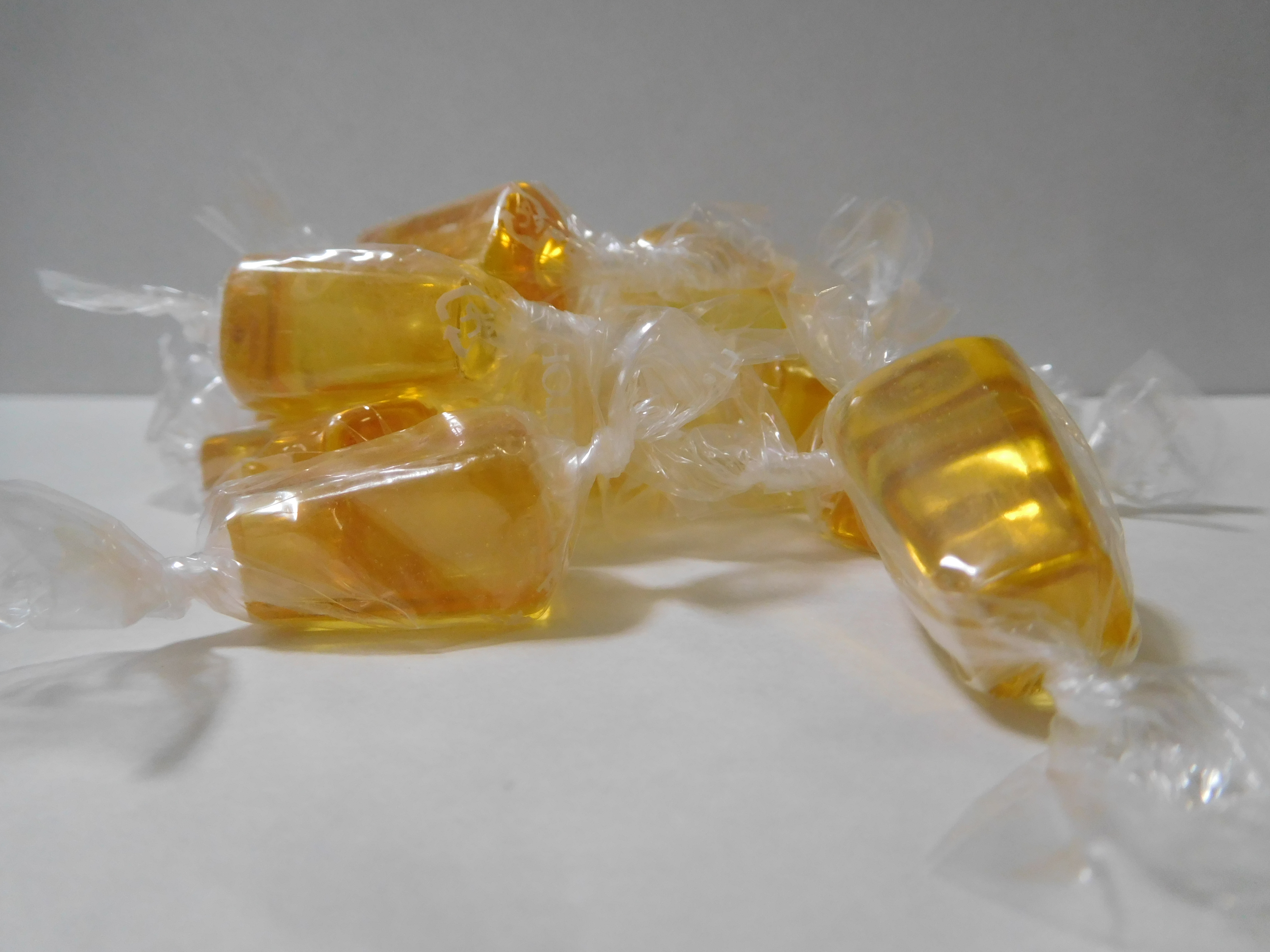
黄金糖
黄金糖が製造。1923年に発売したロングセラーのパッケージ化されたべっこう飴。
純露
UHA味覚糖が製造。1971年に発売したロングセラーのパッケージ化されたべっこう飴。
塩べっこう
ロマンス製菓が製造。ロングセラーのパッケージ化された塩べっこう飴。2023年頃までは、通常のべっこう飴も販売していた。
どうぶつべっこう飴
野州たかむらが製造。2014年から製造販売開始し、同社を代表するシリーズでもある。動物をかたどったべっこう飴である。
その他にも、大文字飴本舗「亀甲べっこう飴」、岩井製菓「京の露」、大丸本舗「和風豊かな味 べっこう」、金扇ドロップス工業、吉岡製菓所、藤田商店、押坂製菓など、多くの中小企業や飴屋が製造して販売している。